# Reeli Reinaus

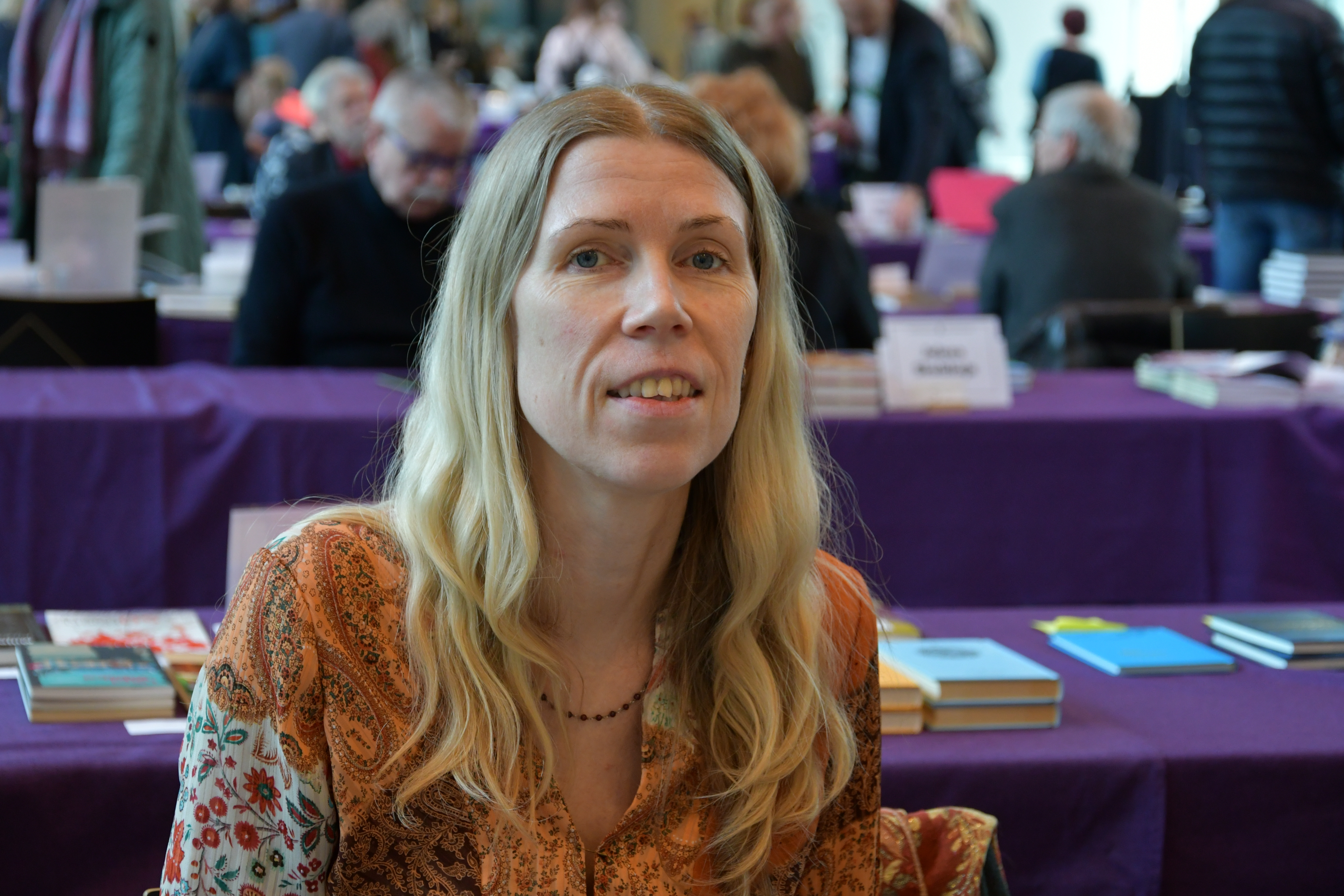
Reeli Reinaus (2025)

Reeli Reinaus (* 12. November 1977 in Keila) ist eine estnische Schriftstellerin und Kinder- und Jugendbuchautorin.

## Leben
Reeli Reinaus machte 1996 in Kohila Abitur und studierte anschließend von 1997 bis 2002 an der Theologische Fachhochschule in Tartu. Parallel dazu absolvierte sie den BA-Studiengang (1999–2002) in Finnougristik und Estnischer Philologie an der Universität Tartu, dem sie ein MA-Studium (2002–2007) in Estnischer und vergleichender Folkloristik an der gleichen Universität folgen ließ. Alle Studiengänge wurden mit dem entsprechenden Grad abgeschlossen, ihre Magisterarbeit von 2007 behandelte die „Selbstdarstellung in sozialen Netzwerken am Beispiel von Geburtsreportagen und Kommentaren im Familienforum“.
Reinaus arbeitet an der Universität Tartu und ist seit 2012 Mitglied des Estnischen Schriftstellerverbands.

## Werk
Reinaus debütierte 2005 mit Lyrik und einem Roman und legte 2008 ihr erstes Kinderbuch vor. In diesem Genre erwies sie sich als äußerst produktiv und erfolgreich. Dabei verfasst sie sowohl Kriminal- und Abenteuergeschichten (Die Altstadtdetektive, Detektiv Triibik im Zoo), Fantasieerzählungen (Maarius, Magie und Werwolf Liisi) als auch Bücher zu aktuellen gesellschaftlichen Themen (Wie mein Vater eine neue Frau bekam). Nicht zuletzt aufgrund dieser Vielfalt erhielt sie zahlreiche estnische Auszeichnungen und gelangte 2018 auch auf internationale Empfehlungslisten (s. u.). Die Kritik hebt ihre „guten Dialoge und Fähigkeit zum Spannungsaufbau“ hervor.

## Auszeichnungen
- 2010 Erster Platz beim Jugendbuchpreiswettbewerb des Zentrums für estnische Kinderliteratur und des Verlags Tänapäev
- 2011 Zweiter und dritter Platz beim Jugendbuchpreiswettbewerb des Zentrums für estnische Kinderliteratur und des Verlags Tänapäev
- 2014 Zweiter Platz beim Jugendbuchpreiswettbewerb des Zentrums für estnische Kinderliteratur und des Verlags Tänapäev
- 2017 Literaturpreis der Stadt Tartu (Kuidas mu isa endale uue naise sai)
- 2018 IBBY Honour List
- 2018 White Ravens der Internationalen Jugendbibliothek

## Bibliografie

### Romane
- Une nägu ('Das Gesicht des Schlafs'). Tallinn: Eesti Raamat 2005. 254 S.
- Praktiline nõiakunst ('Praktische Hexenkunst'). Tallinn: Varrak 2013. 340 S.

### Gedichtbände
- Tuhkatriinu ('Aschenputtel'). Kohila: R. Reinaus 2005. 61 S.
- Vahtralehevaha ('Ahornblattwachs'). Tartu: R. Reinaus 2011. 78 S.

### Kinder- und Jugendbücher
- Saladuslik päevik ('Das geheimnisvolle Tagebuch'). Tallinn: Tänapäev 2008. 191 S.
- Mõistatus lossivaremetes ('Das Rätsel in der Schlossruine'). Tallinn: Tänapäev 2009. 231 S.
- Täiesti tavaline perekond ('Eine ganz normale Familie'). Tallinn: Tänapäev 2010. 189 S.
- Must vares ('Die schwarze Krähe'). Tallinn: Tänapäev 2010. 224 S.
- Nõidkapteni needus ('Der Fluch des Hexenkapitäns'). Tallinn: Tänapäev 2010. 372 S.
- Tavalised hambahaldjad ('Die gewöhnlichen Zahngeister'). Tallinn: Tänapäev 2011. 159 S.
- Vaevatud ('Gequält'). Tallinn: Tänapäev 2011. 307 S.
- Kivid, tulnukad ja sekt ('Steine, Außerirdische und eine Sekte'). Tallinn: Tänapäev 2011. 237 S.
- Nahka kriipivad nädalad ('Wochen, die Spuren hinterließen'). Tallinn: Tänapäev 2012. 159 S.
- Aguliurka lapsed ('Die Kinder aus der Vorstadthöhle'). Tallinn: Tänapäev 2012. 252 S.
- Kliinilised valed ('Klinische Lügen'). Tallinn: Varrak 2013. 211 S.
- Poisid Mustalt Hobuselt ('Die Jungen vom Schwarzen Pferd'). Tallinn: Tänapäev 2013. 357 S.
- Detektiiv Triibik loomaais ('Detektiv Triibik im Zoo'). Tallinn: Tänapäev 2013. 175 S.
- Deemoni märk ('Das Zeichen des Dämons'). Tallinn: Varrak 2014. 323 S.
- Suhkrust ja jahust ('Von Zucker und Mehl'). Tallinn: Tänapäev 2015. 247 S.
- Roosad inglid ('Die rosa Engel'). Tallinn: Tänapäev 2014. 210 S.
- Pärdik Päär ja hauaröövllid ('Päär der Affe und die Grabräuber'). Tallinn: Tänapäev 2015. 206 S.
- Kuidas mu isa endale uue naise sai ('Wie mein Vater eine neue Frau bekam'). Tallinn: Tänapäev 2016. 194 S.
- Verikambi ([Name]). Tallinn: Varrak 2016. 350 S.
- Vanalinna detektiivid. Mustpeade maalid ('Die Altstadtdetektive. Die Gemälde der Schwarzhäupter'). Tallinn: Tänapäev 2017. 144 S.
- San Agustine vereohvrid ('Die Blutopfer von San Agustin'). Tallinn: Tänapäev 2017. 144 S.
- Suusi ja kadunud uni ('Suusi und der verlorene Schlaf'). Saue: Päike ja Pilv 2017. 32 S.
  - erschienen auf Koreanisch: 잠 못 드는 수지를 위하여, 2018
- Mõõkade äss ('Der Star der Schwerter'). Tallinn: Varrak 2017. 375 S.
- Maarius, maagia ja libahunt Liisi ('Maarius, Magie und Werwolf Liisi'). Saue: Päike ja Pilv 2017. 220 S.
- Vanalinna detektiivid [2]. Verega kirjutatud kirjad ('Die Altstadtdetektive [2]. Mit Blut geschriebene Briefe'). Tallinn: Tänapäev 2018. 144 S.